# Michael Turnbull
Michael Turnbull (24 de março de 1981) é um ex-futebolista profissional australiano que atuava como goleiro.

## Carreira
Michael Turnbull representou a Seleção Australiana de Futebol, nas Olimpíadas de 2000 que atuou em casa. 